# Adolf von Nassau (Landrat)
Adolf Carl Paul von Nassau (* 27. März 1889 in Stettin; † 21. Dezember 1961 in Wittmund) war ein deutscher Verwaltungsjurist und  Landrat in den Kreisen Lebus (1933–1937) und Wittmund (1937–1945).
Adolf von Nassau wurde in Stettin als Sohn des Zigarrenfabrikant's Christoph (Max Ernst) von Nassau und seiner Ehefrau Emma, geborene Fingerling geboren. Sein Vorfahre August von Nassau († 1884), verheiratet mit Marie von Pirch-Dobberphul († 1892), war ebenfalls Kaufmann. Weitere genealogische Erkentnisse zur eigenen Familie liegen z. Zt. nicht in Gänze vor.
1914 war er Kriegsfreiwilliger, 1919 Gerichtsassessor. 1921 stand Nassau beim Reichsbeauftragten für die Überwachung der Ein- u. Ausfuhr, nachfolgend Hauptfahndungsstelle der Reichs-Zollverwaltung genannt. Ab 1923 war er als Gerichtsassessor bei verschiedenen Berliner Gerichten angestellt. Er arbeitete von 1924 bis 1930 als Rechtsanwalt und Notar. Mit Beginn seiner kommunalpolitischen Tätigkeit wurde er aus Liste der Rechtsanwälte gelöscht.
In der Zeit als Landrat für Lebus mit Sitz in Seelow war er im Kontakt mit den regionalen Rittergutsbesitzern wie Bodo Gottfried von der Marwitz.
Neben seiner Tätigkeit als Landrat in Wittmund übte er dort zeitweise auch die des Amtsleiters des Kreisrechtsamtes aus. Zum 1. Juli 1930 trat er der NSDAP bei (Mitgliedsnummer 264.435).
Nach dem Zweiten Weltkrieg wohnte Nassau in Wittmund, wo er bei einer Weihnachtsfeier im Krankenhaus der Stadt plötzlich einem Herzinfarkt erlag.

## Archivgut
- Bundesarchiv (BArch) R 9361-IX KARTEI/30090308.
- Geheimes Staatsarchiv Preußischer Kulturbesitz (GStA) Rep. 77, Nr. 4670.
- Nassau, Adolf von; 1937-1939 (Akte), In: Brandenburgisches Landeshauptarchiv (BLHA) 161 NS-Archiv Obj. 05 ZA 54-1631.